# Robert Dickerson
Robert Henry Dickerson AO (* 30. März 1924 in Sydney; † 18. Oktober 2015 in Nowra) war ein australischer Maler (Autodidakt). Er war einer der Künstler, die 1959 an der Ausstellung Antipodeans in Melbourne teilnahmen.

## Leben
Robert Dickerson wurde 1924 in Hurstville, einem Vorort von Sydney, geboren und wuchs im Stadtzentrum von Surry Hills in schwierigen Verhältnissen auf. Seine Familie besaß eine Hinterhoffabrik in der Innenstadt von Sydney, wo er bei der Herstellung und dem Vertrieb von Spiegelrückseiten aus Blech half. Im Alter von fünfzehn Jahren arbeitete er vierundvierzig Stunden pro Woche und besserte gleichzeitig sein Einkommen als Profiboxer unter dem Pseudonym Bobby Moody auf. Später reiste er mit Jimmy Sharmans Boxtruppe durch den Staat und bestritt 37 Kämpfe, bevor er mit 18 Jahren die Handschuhe an den Nagel hängte. Zwei Jahre später trat er in die Royal Australian Air Force ein und verbrachte während des Zweiten Weltkriegs Zeit in Darwin und Südostasien, wo er in seiner Freizeit zeichnete. 1947 begann er zu malen. Als er seine Liebe zur Kunst entdeckte, sagte er: „Es war furchtbar aufregend. Ich wusste, dass ich auf die wichtigste Entdeckung gestoßen war, die ich je über mich selbst machen würde“.
Als Robert Dickerson nach dem Krieg nach Sydney zurückkehrte, arbeitete er die nächsten zehn Jahre in Fabriken und als Hilfsarbeiter, während er an den Wochenenden malte und zeichnete. Anfang der fünfziger Jahre lernte er Charles Blackman kennen und freundete sich mit John und Sunday Reed an. Diese Kontakte gaben ihm das nötige Selbstvertrauen, um seine Karriere als Künstler fortzusetzen.
Im November 1955 beschrieb John Reed in einem Artikel Robert Dickersons Werk als „einen neuen Sinn für Schönheit, eine neue Wahrheit“. Reed ermöglichte ihm 1956 seine erste Einzelausstellung im Museum of Modern Art and Design in Melbourne. Laut Dickerson kamen nur zwei Personen zur Vernissage: „Einer war Arthur Boyd und der andere John Perceval, der nirgendwo ohne seinen Hund hinging, ich hatte großes Glück – der Hund mochte mich.“ Seine Karriere als Künstler erhielt einen weiteren Schub, als die National Gallery of Victoria im selben Jahr sein Gemälde „Man Asleep on the Steps“ erwarb.
Der nächste große Schritt in Robert Dickersons Karriere war seine Teilnahme an der berühmten Ausstellung Antipodeans in der Victorian Artists Society in Melbourne im August 1959, die als bewusste Opposition zur Abstraktion und als Verteidigung der figurativen Kunst gedacht war. Die sieben Künstler, die an der Ausstellung teilnahmen, waren Arthur und David Boyd, John Brack, Clifton Pugh, Charles Blackman, John Perceval und Robert Dickerson. Diese Künstler haben nie wieder gemeinsam ausgestellt. Dickerson sagte später, dass er mit dem ursprünglichen Manifest der Ausstellung, das von Bernard Smith verfasst worden war, nie einverstanden war – er nahm teil, weil er glaubte, dass die Ausstellung nach Übersee gehen würde. Ein Porträt von John Perceval von Robert Dickerson befindet sich in der Sammlung der Art Gallery of New South Wales.[3]
Im Jahr 1964 erklärte Robert Dickerson: „Ich versuche, etwas zu malen, das sich von all dem Müll unterscheidet, der überall herumliegt. Jeder versucht, vor bestimmten Problemen davonzulaufen. Wenn Sie so wollen, ist meine Arbeit ein Protest dagegen, aber ich versuche nicht, etwas zu beweisen. Ich male einfach das, worauf ich Lust habe.“
Robert Dickerson stellte bis zu seinem Tod 2015 in Nowra an der Südküste von New South Wales fünf Jahrzehnte lang regelmäßig aus.

## Werk
Robert Dickerson trat 1942 in die Royal Australian Air Force ein. Er diente auf der Insel Morotai in Indonesien. Während seiner Stationierung dort las er Somerset Maughams „The Moon and Sixpence“, das lose auf dem Leben von Paul Gauguin basiert. Das Buch inspirierte ihn dazu, in seiner Freizeit die Bewohner der Insel zu zeichnen. Diese Zeit sollte sich als wichtiger erster Schritt in Richtung seiner späteren Karriere als Künstler erweisen. Vieles in Dickersons Werk lässt sich mit Gauguins Gemälden der tahitianischen Inselbewohner vergleichen – vor allem die Einfachheit der Zeichnung, große Flächen in reinen Farben und das Weglassen unnötiger Details. Inspiriert von Menschen und Alltagsszenen wird sein Werk oft als melancholisch beschrieben. Isolierte Figuren, bedrohlich dunkle Straßenlandschaften und verzweifelte Gesichtsausdrücke kennzeichnen seine Malerei.